# Walter E. Angier
Walter Eugene Angier (* 18. Mai 1863 in Fitzwilliam, New Hampshire; † 29. Dezember 1928 in Wheaton, Illinois) war ein US-amerikanischer Bauingenieur. Er beschäftigte sich vorrangig mit Verkehrswasser- und Brückenbau. Nach seinem Studium 1887 arbeitete er unter Octave Chanute, George S. Morison und Ralph Modjeski, dessen Partner er 1910 wurde. Angier realisierte mit Modjeski bis 1926 mehrere große Eisenbahnbrücken, darunter die Thebes Bridge (1905), die Oregon Trunk Rail Bridge (1912) und die Harahan Bridge (1916).

## Leben

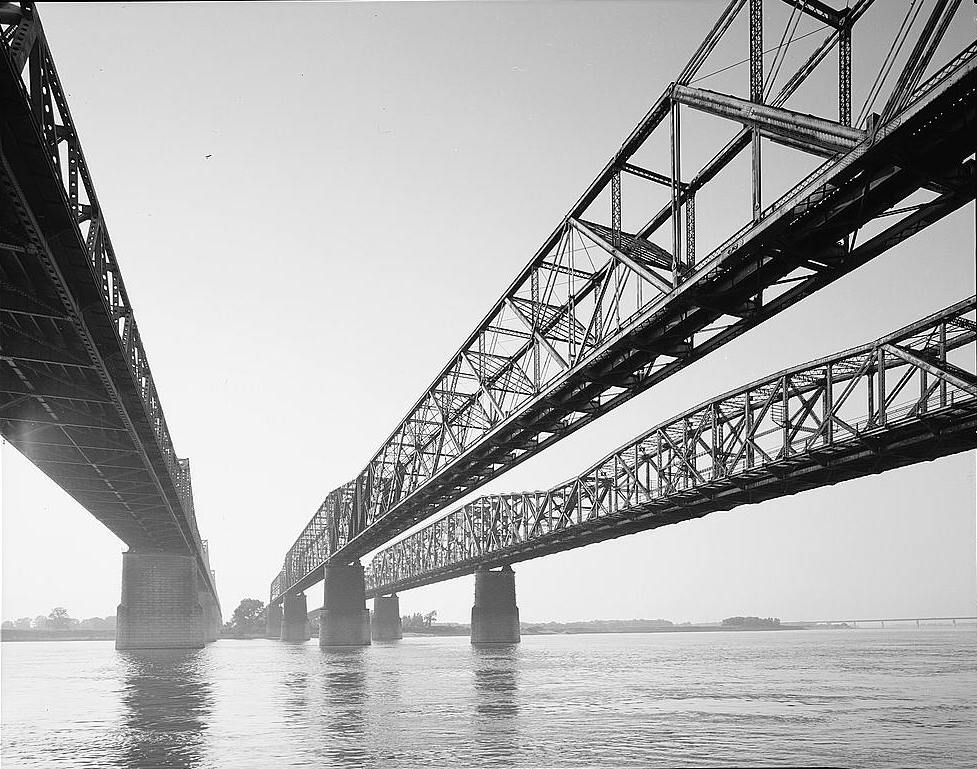
Die Stahl-Fachwerkbrücken über den Mississippi in Memphis. In der Mitte die Frisco Bridge (1892) und rechts die Harahan Bridge (1916), links die Memphis–Arkansas Bridge (1949) von Frank M. Masters.

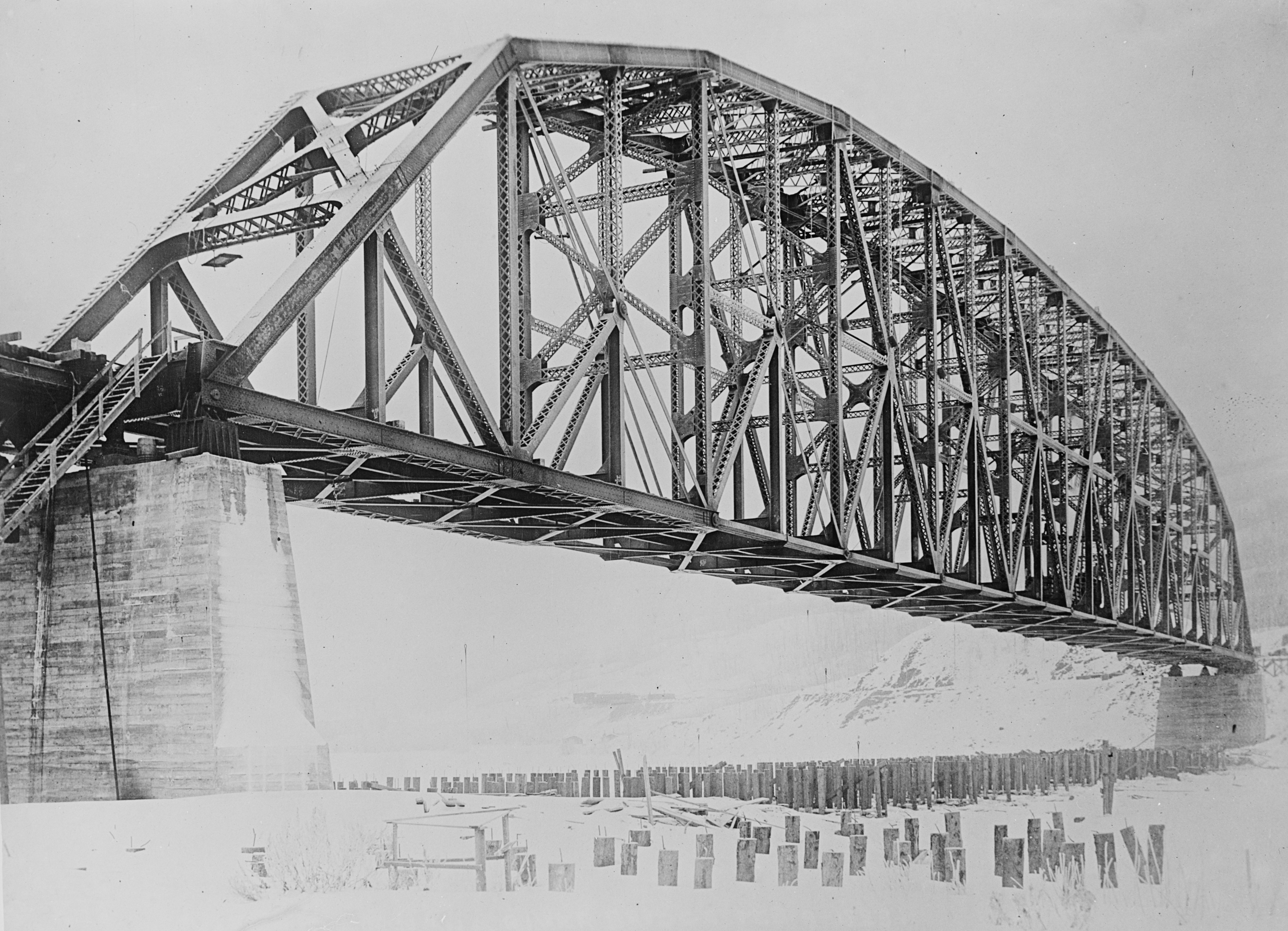
Die Mears Memorial Bridge (1923) über den Tanana River in Nenana, Alaska.

Walter Eugene Angier wurde am 18. Mai 1863 als Sohn von Philip Doddrige und Sahra Arabella Angier (geb. Redd) in Fitzwilliam, New Hampshire, geboren. Sein Großvater Abel Angier war einer der ersten Siedler in Fitzwilliam im Süd-Osten des Cheshire County und betrieb hier eine Farm. Walter E. Angier war der Cousin des Dichters Eugene Field. Walters Mutter widmete er seinen Gedichtband Love Songs of Childhood (1894), die ihren Sohn Walter Eugene auch nach ihm benannte.
Walter E. Angier studierte am New Hampshire College of Agriculture and the Mechanic Arts (Bachelor of Science 1885) und später an der Thayer School of Engineering am Dartmouth College, wo er 1887 seinen Abschluss als Bauingenieur (civil engineer) machte. Erste Erfahrungen im Brückenbau sammelte er unter Octave Chanute bei der Errichtung der ersten Fort Madison Toll Bridge (1887) in Fort Madison. Danach arbeitete er beim Hafenausbau in Galveston sowie als United States Assistent Engineer bei Untersuchungen des Rio Grande in New Mexico und Texas. Ab 1889 arbeitete er unter George S. Morison als Assistenz-Ingenieur bei Bau der Frisco Bridge (1892), zusammen mit Ralph Modjeski (Chefzeichner) und Alfred Noble (Verbindungsingenieur). 1892 wurde er Brückeninspekteur bei der Illinois Central Railroad und war später als Assistenz-Ingenieur beim Bau einiger Brücken der Eisenbahngesellschaft beteiligt. 1902 erhielt Walter E. Angier den Posten als Verbindungsingenieur bei Noble & Modjeski beim Bau der Thebes Bridge (1905) und ging 1910 selbst eine Partnerschaft mit Modjeski ein. Als Modjeski & Angier realisierten sie unter anderem die Oregon Trunk Rail Bridge (1912), die Harahan Bridge (1916) und die Mears Memorial Bridge (1923). Zudem führten sie 1917 eine Verstärkung der Poughkeepsie Bridge durch.
Walter E. Angier heiratete 1889 Mary Powell, mit der er drei Kinder hatte, zwei Söhne und eine Tochter. Sein Sohn Philip Powell Angier wurde gleich seinem Vater auch Bauingenieur und war unter anderem beim Bau der Mid-Hudson Bridge (1930) in New York unter Ralph Modjeski beteiligt. Walter E. Angier erlitt 1926 ein Schlaganfall und musste daraufhin sein Beruf aufgeben, er verstarb am 29. Dezember 1928 in seinem Haus in Wheaton, Illinois.